# クレッソン泉の戦い
クレッソン泉の戦い（英：Battle of Cresson）は、1187年5月1日にサラディン率いるアイユーブ朝とテンプル騎士団・聖ヨハネ騎士団連合軍との間で戦われた戦闘である。
1187年4月末、サラディン率いる軍勢がヨルダン川を東から西へと渡ってナザレト方面へと進出してきた。この報を受けるやテンプル騎士団総長ジェラール・ドゥ・リドフォールは騎士150騎を率いて出撃した。両軍が会すると、彼はマレシャル（軍務長官）のジャック・ドゥ・マイエに騎士80騎を突撃させるよう命じ、両軍の間に小競り合いが起こった。小競り合いは翌日まで続き、本腰を入れたサラディンは7000人の軍勢を投入して本格的な戦闘を挑んできた。これに対し、撤退を進言する聖ヨハネ騎士団総長ロジェ・ドゥ・ムーランを卑怯者と罵ってリドフォールは突撃を繰り返した。その結果は生存者3名という大敗であり、死者の中にはムーランとマイエもまた含まれていた。ちなみに、この大敗の原因であるにもかかわらずおめおめと生きながらえたリドフォールは卑怯にも逃げ出して生き延びたという悪評を被った。

## 註
1. ↑  橋口, p.177-178